# Acropteris vacuata
Acropteris vacuata es una especie de polilla del género Acropteris, familia Uraniidae.

## Taxonomía
Fue descrita científicamente por Warren.